# Gestreifte Gelbohrfledermaus

Verbreitungsgebiet der Gestreiften Gelbohrfledermaus

Die Gestreifte Gelbohrfledermaus (Vampyriscus nymphaea) ist ein in Mittelamerika sowie im nordwestlichen Südamerika verbreitetes Fledertier in der Familie der Blattnasen. Sie zählte bis zum Jahr 2006 zur Gattung Gelbohrfledermäuse (Vampyressa). Das Typusexemplar stammt aus dem Departamento del Chocó in Kolumbien.

## Merkmale
Mit einer Kopf-Rumpf-Länge von 54 bis 64 mm, einer Unterarmlänge von 35 bis 39 mm und einem Gewicht von 11 bis 16 g ist diese schwanzlose Art eine kleine Fledermaus. Sie hat 9 bis 12 mm lange Hinterfüße sowie 14 bis 18 mm lange Ohren. Die Haare der Oberseite besitzen drei oder vier unterschiedlich gefärbte Abschnitte. Sie sind an der Wurzel rauchgrau, im zweiten Abschnitt weißlich und an den Enden graubraun. Manchmal sind kurze weiße äußerste Spitzen vorhanden, die an Frost erinnern. Der etwas hellere Aalstrich auf dem Rücken ist fast nicht erkennbar. Kennzeichnend sind weiße Bänder im Gesicht unter und über den Augen, bei denen der obere zur Stirn hin schmaler wird. Die Gestreifte Gelbohrfledermaus hat einen gelben Tragus im Ohr sowie gelbe Kanten an den Ohren und am Nasenblatt. Die 8 bis 11 mm breite Schwanzflughaut ist oberseits behaart. Die sehr ähnlichen Arten Zwergfruchtfledermaus (Artibeus phaeotis) und Thomas-Fruchtvampir (Artibeus watsoni) haben kürzere Streifen im Gesicht und eine nackte Schwanzflughaut. Zusätzlich sind bei dieser Art die äußeren oberen Schneidezähne deutlich kleiner als die inneren, wogegen die Artibeus-Arten gleichgroße Schneidezähne im Oberkiefer haben. Verglichen mit der Kleinen Großaugenfledermaus (Chiroderma trinitatum) ist die Art kleiner und ihre Schnauze ist länglicher.

## Verbreitung und Lebensweise
Das Verbreitungsgebiet reicht vom südöstlichen Nicaragua über Costa Rica, Panama und das westliche Kolumbien bis in den Nordwesten von Ecuador. Die Exemplare halten sich vorwiegend in ursprünglichen immergrünen Wäldern auf. Sie leben im Flach- und Hügelland bis 900 Meter Höhe.
Die Gestreifte Gelbohrfledermaus baut Blätter von Flamingoblumen, Ameisenbäumen und anderen Pflanzen zu zeltartigen Konstruktionen um. Eine Gruppe von einem Männchen, wenigen Weibchen und deren Nachkommen ruht im Versteck.

## Gefährdung
Vor allem in Kolumbien nimmt das bewohnbare Habitat durch Waldrodungen stark ab. Im Verbreitungsgebiet sind mehrere Schutzzonen vorhanden und die Gesamtpopulation gilt weiterhin als groß. Die IUCN listet die Art als nicht gefährdet (least concern).